# إيمي بلوم
إيمي بلوم (بالإنجليزية: Amy Bloom)‏ (18 يونيو 1953، نيويورك في الولايات المتحدة)؛ كاتِبة، سيناريست، منتجة أفلام، عالمة نفس وروائية أمريكية.

## روابط خارجية
- إيمي بلوم على موقع IMDb (الإنجليزية)
- إيمي بلوم على موقع ديسكوغز (الإنجليزية)